# Cruz de Vilar
Cruz de Vilar (oficialmente y en asturiano: A Cruz) es una aldea de la parroquia de Seares, concejo de Castropol, en la comarca del Eo-Navia, Principado de Asturias, España.